# Droga krajowa N11 (Ukraina)
Droga krajowa N11 (ukr. Автошлях Н 11) – droga krajowa na Ukrainie. Rozpoczyna się w  mieśćie Dniepr i biegnie na południowy zachód przez Krzywy Róg, Kazankę, Nowy Boh, Basztankę i kończy się w Mikołajowie. Droga ma 239,6 km i przechodzi przez 2 obwody: dniepropetrowski oraz mikołajowski.